# AS Cittadella
Associazione Sportiva Cittadella är en fotbollsklubb från Cittadella i Veneto, Italien. Säsongen 2012/2013 spelar laget i Serie B för femte säsongen i rad. Klubbens färg är granatrött. Klubbens smeknamn är "Citta" eller "Granata" och man spelar sina hemmamatcher på Stadio Pier Cesare Tombolato.

## Historia
Klubben bildades 1973 genom en sammanslagning av tidigare klubbarna US Cittadellense och AS Olympia.
Efter att ha tillbringat sina tidiga år i lägre divisioner tog man steget upp i Serie B för första gången 1999. Laget gjorde två säsonger i näst högsta serien innan man åkte ur 2001.
2005 anställde klubben Claudio Foscarini som ny tränare. Med Foscarini vid rodret återvände Cittadella till Serie B 2008. Säsongen 2009-2010 tog man sig oväntat till kvalspel till Serie A, men förlorade i första omgången mot Brescia.

## Spelare
Cittadella leddes under sina första tre säsonger tillbaka i Serie B av en imponerande rad anfallare. Riccardo Meggiorini, Matteo Ardemagni och Federico Piovaccari gjorde alla imponerande insatser för Cittadella för att sedan sälja dyrt till större klubbar.